# Mayumi Yokoyama
Mayumi Yokoyama (jap. 横山 真由美 Yokoyama Mayumi; * 6. Dezember 19xx in der Präfektur Nagano, Japan) ist eine japanische Manga-Zeichnerin, deren Werke, meist Liebesgeschichten, sich an jugendliche Mädchen richten und entsprechend der Shōjo-Gattung angehören.
Für ihre Kurzgeschichte Uwasa Tsukai gewann sie 1999 den 44. Nachwuchspreis des Shōgakukan-Verlages. Nachdem diese im Betsucomi-Magazin veröffentlicht worden war, folgten weitere kurze Mangas aus ihrer Feder für dieses Magazin, für das sie seitdem hauptsächlich arbeitet. Einige dieser Frühwerke erschienen 2002 gesammelt im Band Chika Chika Banana (チキチキバナナ), ihrer ersten Buchveröffentlichung.
Yokoyamas erster längerer Comic war Otoko no Kozukan. Dieser war von 2002 bis 2003 im Betsucomi zu lesen und erschien später auch als Sammelband bei Shōgakukan. Shiritsu, an dem sie von 2003 bis 2004 arbeitete, umfasst ungefähr 500 Seiten in drei Sammelbänden und handelt von einer Jugendlichen, die wegen ihres unkonventionellen Verhaltens von ihrer Schule fliegt und auch an ihrer neuen Schule nicht gut ankommt. 2004 bis 2007 zeichnete die Autorin an ihrem mit über 1000 Seiten in sechs Sammelbänden längsten Werk, Galism, mit drei charakterlich recht unterschiedlichen Schwestern als Protagonistinnen.
Einige ihrer Werke sind ins Deutsche, Französische und Italienische übersetzt worden, darunter auch Sammlungen von Kurzgeschichten.

## Werke (Auswahl)
Alle Werke Yokoyamas erschienen in Japan beim Verlag Shōgakukan, meist als erstes in dessen Magazin Betsucomi.
- Uwasa Tsukai (噂使い, 1999)
- Go! Go! Dance Girl (GO! GO! ダンスガール, Go! Go! Dansu Gāru; 2000)
- 4×D – 4 Dogs (2001, Betsucomi)
- Koi wa Kusemono Deluxe (恋は曲者デラックス, Koi wa Kusemono Derakkusu, 2001)
- Nervous (ナーバス, Nābasu; 2001)
- Chiki Chiki Banana (チキチキバナナ; 2002, 1 Band) mit den Kurzgeschichten
  - Chiki Chiki Banana
  - DOK!N (2002)
- Wild Card (ワイルド・カード, Wairudo Kādo)
- Red Hot (レッドホット, Reddo Hotto)
- Otoko no Kozukan (男の子ずかん; 2002–2003, 1 Band)
- Bitter: Nakechau Koi Monogatari (BITTER　泣けちゃう恋物語; 2003, 1 Band)
- I♥HS (2003, 2 Bände)
- Oyahe no Iiwaki AtoZ (親へのイイワケAtoZ; 2003)
- M no yoro meki (Mのよろめき; 2003, 1 Band)
- Shiritsu (私立!美人坂女子高校, Shiritsu! Bijinzaka Joshi Kōkō; 2003–2004, 3 Bände, dt. bei Planet Manga)
- Bitter 2: Anata Dake ni Aisaretai (BITTER2　あなただけに愛されたい; 2004, 1 Band)
- Galism – Crazy in Love (ギャリズム, Graruzumu; 2004–2007, 6 Bände, dt. bei Planet Manga)
- Einfach Liebe (アタシがハマった４つの純愛, Atashi ga Hamatta 4-tsu no Jun’ai; 2005, 1 Band, dt. bei Planet Manga) mit den Kurzgeschichten
  - Ready, Steady, GO! (2002)
  - Survivor
  - Nightmare After Christmas (2002)
  - Boyfriend (2003)
- Einfach Liebe 2 (アイツに恋した4つの理由, Aitsu ni Koishita 4-tsu no Wake; 2005, 1 Band, dt. bei Planet Manga) mit den Kurzgeschichten
  - A Real World
  - Lip Lock (2002)
  - That Is My Weak Point
  - Hotel Red Peacock
- Otome – Liebesjagd mit Hindernissen (オトメンタル, Otomentaru; 2007, 2 Bände, dt. bei Planet Manga)
- High School Queen (美女塾, Bijo Juku; 2008, 2 Bände, dt. bei Planet Manga)
- Mitsuai Celeb (蜜愛セレブ; 2010, 1 Band)
- Zoku! Bijinzaka Joshi Kōkō (続!美人坂女子高校; 2010, 5 Bände)
- Otona no Otokonoko Zukan (オトナの男の子ずかん; 2013, 1 Band)
- Koishita Kokoro (真愛耍心機; 2013–2014, 1 Band)
- Ichiban Kowai Hanashi (いちばんこわい話; 2014)
- Renai Kojirase Senshuken (恋愛こじらせ選手権; 2014, 1 Band)
- Kiss Uma Danshi no Sodatekata (キスうま男子の育て方; 2014, 1 Band)
- Sweet HR - Minami-sensei no Himitsu no Hōkago (スウィートHR ～南先生のヒミツの放課後～; 2015, 2 Bände)
- Love Tore - Renai Taishitsu Kaizen Kōza (ラブ♡トレ 〜恋愛体質改善講座〜; 2016, 2 Bände)
- Otomari to Kyūkei no Aida ni (お泊まりと休憩のあいだに; 2017, 1 Band)
- Toshishita Kareshi Dekiai Nikki (年下彼氏溺愛日記; 2017–2019, 3 Bände)
- Tsumari, Are. (つまり、アレ。; seit 2017, 4 Bände)
- Arafō Sentai Love Cheers (アラフォー戦隊ラブチアーズ; 2020)
- Gakeppuchi de shippori sasupensu shi tetara shinkon okami ni natteta watashi (崖っぷちでしっぽりサスペンスしてたら新婚女将になってた私; 2021)